# Mausoleo di Beni Rhénane
Il mausoleo di Beni Rhénane (in francese: mausolée de Beni-Rhénane), anche noto come mausoleo di Siga (in francese: mausolée de Siga), è un monumento di epoca numida, situato in Algeria, 2 chilometri a sud-ovest di Béni Saf, nella provincia di ʿAyn Temūšent. Il mausoleo venne chiamato così dall'archeologo francese Gustave Vuillemot, rifacendosi al nome della fattoria più vicina situata da quelle parti, nell'attuale villaggio di Beni-ghanem nel comune di El Emir Abdelkader.

## Storia
Il mausoleo si trova presso Siga, l'antica capitale del re numida Siface, e sorge su una piccola altura nella valle del fiume Tafna. I primi scavi furono condotti da Gustave Vuillemot all'inizio degli anni Sessanta. Ulteriori scavi vennero condotti da una missione algerino-tedesca nell'estate del 1976, sotto la guida di Mounir Bouchenaki et Friedrich Rakob. Due altre campagne di scavi furono condotte tra il 1977 e il 1978. L'edificio era ornato da delle semicolonne e dei capitelli ionici, mentre la camera funeraria, situata sotto la struttura, era a volta ed era scavata nella roccia. La struttura venne fatta risalire al III-II secolo a.C. e venne attribuita a Vermina, il figlio di Siface. Secondo un'ipotesi il mausoleo potrebbe essere stato distrutto dopo l'annessione di Siga al regno di Mauretania di Bocco II.
Prima della scoperta dei resti archeologici, gli abitanti della regione chiamavano la tomba Kerkar El Araïss, all'incirca "cupola delle spose", perché secondo una tradizione locale le future spose facevano più volte il giro dell'ammasso di pietre per assicurare prosperità al loro matrimonio.

## Descrizione

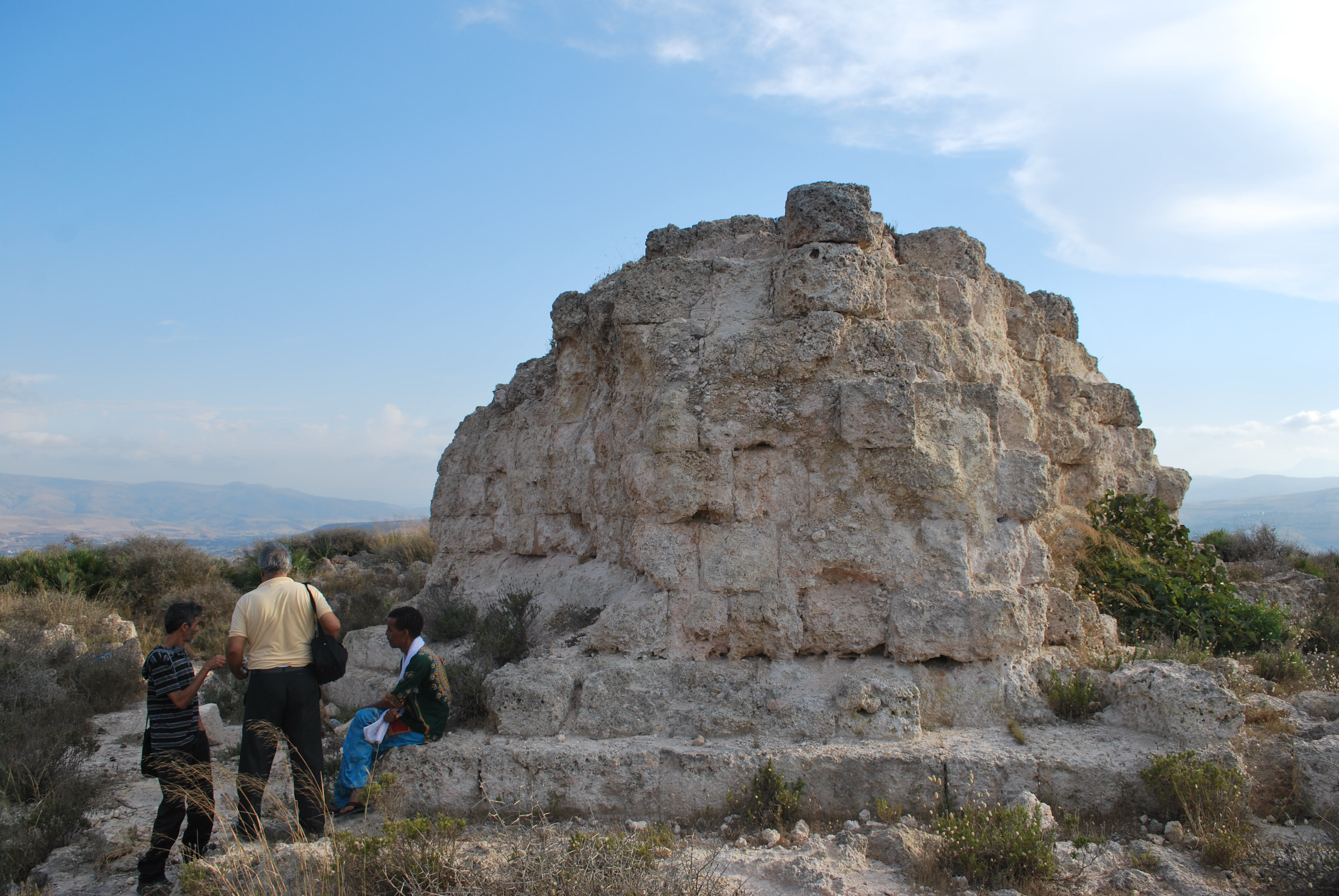
Vista della struttura esterna.

Il mausoleo è composto da due strutture diverse: una superiore in pietra da taglio e una sotterranea (l'ipogeo).
La struttura superiore ha la forma di una serie di tre gradini che sormonta un ammasso roccioso. Questo rialzo di cinque metri disegna un poliedro irregolare con un'alternanza tra le facce concave e quelle convesse: la piante è esagonale ma irregolare. Le pietre e gli elementi architettonici che oggi giacciono sparsi ai piedi della struttura fanno ipotizzare che in totale il mausoleo fosse alto 30 metri e che sulla sua sommità svettasse un'edicola piramidale alta 17 metri, secondo Friedrich Rakob. La facciata del monumento è decorata da degli elementi mutuati dall'architettura greca antica (come le semicolonne, i capitelli, il cornicione e gli acroteri).
La struttura sotterranea consiste in una lunga galleria di 45 metri che in origine era divisa in tre compartimenti separati. L'accesso ad ogni comparto avveniva attraverso un pozzo che conduceva a una porta a saracinesca. Oggi è possibile percorrere la galleria, da un'estremità all'altra, a causa delle aperture nei muri divisori realizzate dai tombaroli. L'ipogeo è composto da 10 sale che dimostrano il carattere collettivo della tomba. Presumibilmente, si tratta di una tomba dinastica dei re (agellid) Massesili che regnarono su questa regione, il cui esponente principale fu il re Siface.